# Провулок Сєдовців
Прову́лок Сєдо́вців — зниклий провулок, що існував у Печерському районі міста Києва, місцевості Звіринець, Бусове поле. Пролягав від вулиці Петра Алексієнка (нині — продовження Садово-Ботанічної вулиці) до тупика.

## Історія
Провулок виник у 2-й половині XIX століття як одне з відгалужень Омелютинської вулиці. У 1940-х роках також вживалася назва Омелютинський провулок. Назву на честь Сєдовців набув разом з вулицею Сєдовців (нині Омелютинська) 1940 року (назву підтверджено 1944 року).
У довіднику «Вулиці Києва» 1995 року був наведений у переліку вулиць, провулків і площ, що зникли в 2-й половині 1970–90-х років у зв'язку зі знесенням старої забудови, переплануванням місцевості або виключенням назви з ужитку. Нині на місці колишнього провулку — територія промислової забудови.
В 2010-x роках провулок поновлено в документах міста: його було включено до офіційного довідника «Вулиці міста Києва» 2015 року та містобудівного кадастру.